# Flandern Rundt for kvinder 2020
Den 17. udgave af Flandern Rundt for kvinder blev kørt den 18. oktober 2020. Det var det niende løb i UCI Women's World Tour 2020.
Hollandske Chantal van den Broek-Blaak fra Boels-Dolmans vandt løbet foran landsmand og holdkammerat Amy Pieters.

## Resultater
| \| Samlede stilling \| Samlede stilling \| Samlede stilling \| Samlede stilling \| Samlede stilling \| \| Rytter \| Rytter \| Hold \| Tid \| \| \| ---------------- \| --------------------------- \| ---------------------------------- \| ---------------- \| ---------------- \| \| 1. \| Chantal van den Broek-Blaak \| Boels Dolmans \| 3t 29' 57" \| \| \| 2. \| Amy Pieters \| Boels Dolmans \| + 1' 01" \| \| \| 3. \| Lotte Kopecky \| Lotto Soudal Ladies \| + 1' 01" \| \| \| 4. \| Lisa Brennauer \| Ceratizit-WNT Pro Cycling \| + 1' 01" \| \| \| 5. \| Sarah Roy \| Mitchelton-Scott \| + 1' 01" \| \| \| 6. \| Alena Amjaljusik \| Canyon-SRAM Racing \| + 1' 01" \| \| \| 7. \| Demi Vollering \| Parkhotel Valkenburg \| + 1' 01" \| \| \| 8. \| Elisa Longo Borghini \| Trek-Segafredo \| + 1' 01" \| \| \| 9. \| Lauren Stephens \| Tibco-Silicon Valley Bank \| + 1' 01" \| \| \| 10. \| Marta Cavalli \| Valcar-Travel & Service \| + 1' 01" \| \| \| 11. \| Anna van der Breggen \| Boels Dolmans \| + 1' 01" \| \| \| 12. \| Floortje Mackaij \| Sunweb \| + 1' 01" \| \| \| 13. \| Riejanne Markus \| CCC-Liv \| + 1' 01" \| \| \| 14. \| Grace Brown \| Mitchelton-Scott \| + 1' 01" \| \| \| 15. \| Annemiek van Vleuten \| Mitchelton-Scott \| + 1' 01" \| \| \| 16. \| Cecilie Uttrup Ludwig \| FDJ-Nouvelle Aquitaine-Futuroscope \| + 1' 01" \| \| \| 17. \| Ellen van Dijk \| Trek-Segafredo \| + 4' 15" \| \| \| 18. \| Jolien D'Hoore \| Boels Dolmans \| + 4' 15" \| \| \| 19. \| Aude Biannic \| Movistar Team \| + 5' 28" \| \| \| 20. \| Amalie Dideriksen \| Boels Dolmans \| + 5' 58" \| \| |                             |                                    |            |
| |                             |                                    |            |
| Kilde: ProCyclingStats |                             |                                    |            |
| Samlede stilling |                             |                                    |            |
| Rytter | Rytter                      | Hold                               | Tid        |
| 1. | Chantal van den Broek-Blaak | Boels Dolmans                      | 3t 29' 57" |
| 2. | Amy Pieters                 | Boels Dolmans                      | + 1' 01"   |
| 3. | Lotte Kopecky               | Lotto Soudal Ladies                | + 1' 01"   |
| 4. | Lisa Brennauer              | Ceratizit-WNT Pro Cycling          | + 1' 01"   |
| 5. | Sarah Roy                   | Mitchelton-Scott                   | + 1' 01"   |
| 6. | Alena Amjaljusik            | Canyon-SRAM Racing                 | + 1' 01"   |
| 7. | Demi Vollering              | Parkhotel Valkenburg               | + 1' 01"   |
| 8. | Elisa Longo Borghini        | Trek-Segafredo                     | + 1' 01"   |
| 9. | Lauren Stephens             | Tibco-Silicon Valley Bank          | + 1' 01"   |
| 10. | Marta Cavalli               | Valcar-Travel & Service            | + 1' 01"   |
| 11. | Anna van der Breggen        | Boels Dolmans                      | + 1' 01"   |
| 12. | Floortje Mackaij            | Sunweb                             | + 1' 01"   |
| 13. | Riejanne Markus             | CCC-Liv                            | + 1' 01"   |
| 14. | Grace Brown                 | Mitchelton-Scott                   | + 1' 01"   |
| 15. | Annemiek van Vleuten        | Mitchelton-Scott                   | + 1' 01"   |
| 16. | Cecilie Uttrup Ludwig       | FDJ-Nouvelle Aquitaine-Futuroscope | + 1' 01"   |
| 17. | Ellen van Dijk              | Trek-Segafredo                     | + 4' 15"   |
| 18. | Jolien D'Hoore              | Boels Dolmans                      | + 4' 15"   |
| 19. | Aude Biannic                | Movistar Team                      | + 5' 28"   |
| 20. | Amalie Dideriksen           | Boels Dolmans                      | + 5' 58"   |

## Hold og ryttere
| UCI Women's WorldTeams (7)- Canyon-SRAM Racing - CCC-Liv - FDJ-Nouvelle Aquitaine-Futuroscope - Mitchelton-Scott - Movistar Team - Sunweb Women - Trek-Segafredo UCI Women's Kontinentalhold (13)- Boels Dolmans - Ceratizit-WNT Pro Cycling - Ciclotel - Cogeas Mettler Look - Doltcini-Van Eyck Sport - Hitec Products - Lotto Soudal Ladies - Massi Tactic - Multum Accountants-LSK - Parkhotel Valkenburg-Destil - Rally - Tibco-Silicon Valley Bank - Valcar-Travel & Service |
| |

### Danske ryttere
| Danske ryttere på startlisten |                       |                                    |           |
| Rygnummer                     | Rytter                | Hold                               | Placering |
| 5                             | Amalie Dideriksen     | Boels-Dolmans                      | 20        |
| 31                            | Cecilie Uttrup Ludwig | FDJ-Nouvelle Aquitaine-Futuroscope | 16        |
| 94                            | Julie Leth            | Ceratizit-WNT Pro Cycling          | 23        |

* DNF = gennemførte ikke

### Startliste
| Boels Dolmans DLT | Boels Dolmans DLT                     | Boels Dolmans DLT |
| ----------------- | ------------------------------------- | ----------------- |
| Nr.               | Rytter                                | Placering         |
| 1                 | Anna van der Breggen (NED) (landevej) | 11.               |
| 2                 | Jolien D'Hoore (BEL)                  | 18.               |
| 3                 | Christine Majerus (LUX) (landevej)    | 67.               |
| 4                 | Amy Pieters (NED)                     | 2.                |
| 5                 | Amalie Dideriksen (DEN)               | 20.               |
| 6                 | Chantal van den Broek-Blaak (NED)     | 1.                |

| Lotto Soudal Ladies LSL | Lotto Soudal Ladies LSL        | Lotto Soudal Ladies LSL |
| ----------------------- | ------------------------------ | ----------------------- |
| Nr.                     | Rytter                         | Placering               |
| 11                      | Lotte Kopecky (BEL) (landevej) | 3.                      |
| 12                      | Teuntje Beekhuis (NED)         | 53.                     |
| 13                      | Danique Braam (NED)            | 60.                     |
| 14                      | Arianna Fidanza (ITA)          | 26.                     |
| 15                      | Abby-Mae Parkinson (GBR)       | 41.                     |
| 16                      | Jesse Vandenbulcke (BEL)       | DNF                     |

| Mitchelton-Scott MTS | Mitchelton-Scott MTS                  | Mitchelton-Scott MTS |
| -------------------- | ------------------------------------- | -------------------- |
| Nr.                  | Rytter                                | Placering            |
| 21                   | Annemiek van Vleuten (NED) (landevej) | 15.                  |

| intet hold ___ | intet hold ___      | intet hold ___ |
| -------------- | ------------------- | -------------- |
| Nr.            | Rytter              | Placering      |
| 22             | Jessica Allen (GBR) | DNF            |

| Mitchelton-Scott MTS | Mitchelton-Scott MTS           | Mitchelton-Scott MTS |
| -------------------- | ------------------------------ | -------------------- |
| Nr.                  | Rytter                         | Placering            |
| 23                   | Grace Brown (AUS)              | 14.                  |
| 24                   | Gracie Elvin (AUS)             | DNF                  |
| 25                   | Sarah Roy (AUS)                | 5.                   |
| 26                   | Amanda Spratt (AUS) (landevej) | 52.                  |

| FDJ-Nouvelle Aquitaine-Futuroscope FDJ | FDJ-Nouvelle Aquitaine-Futuroscope FDJ | FDJ-Nouvelle Aquitaine-Futuroscope FDJ |
| -------------------------------------- | -------------------------------------- | -------------------------------------- |
| Nr.                                    | Rytter                                 | Placering                              |
| 31                                     | Cecilie Uttrup Ludwig (DEN)            | 16.                                    |
| 32                                     | Stine Borgli (NOR)                     | 29.                                    |
| 33                                     | Brodie Chapman (AUS)                   | 40.                                    |
| 34                                     | Eugénie Duval (FRA)                    | 28.                                    |
| 35                                     | Emilia Fahlin (SWE)                    | 76.                                    |
| 36                                     | Maëlle Grossetête (FRA)                | 66.                                    |

| Canyon-SRAM Racing CSR | Canyon-SRAM Racing CSR        | Canyon-SRAM Racing CSR |
| ---------------------- | ----------------------------- | ---------------------- |
| Nr.                    | Rytter                        | Placering              |
| 41                     | Alice Barnes (GBR) (landevej) | 78.                    |
| 42                     | Alena Amjaljusik (BLR)        | 6.                     |
| 43                     | Hannah Barnes (GBR)           | 46.                    |
| 44                     | Elena Cecchini (ITA)          | 27.                    |
| 45                     | Tiffany Cromwell (AUS)        | 36.                    |
| 46                     | Alexis Ryan (USA)             | DNF                    |

| CCC-Liv CCC | CCC-Liv CCC                             | CCC-Liv CCC |
| ----------- | --------------------------------------- | ----------- |
| Nr.         | Rytter                                  | Placering   |
| 51          | Riejanne Markus (NED)                   | 13.         |
| 52          | Sofia Bertizzolo (ITA)                  | 64.         |
| 53          | Jeanne Korevaar (NED)                   | 44.         |
| 54          | Evy Kuijpers (NED)                      | DNF         |
| 55          | Ashleigh Moolman-Pasio (RSA) (landevej) | 30.         |
| 56          | Soraya Paladin (ITA)                    | 39.         |

| Movistar Team MOV | Movistar Team MOV            | Movistar Team MOV |
| ----------------- | ---------------------------- | ----------------- |
| Nr.               | Rytter                       | Placering         |
| 61                | Aude Biannic (FRA)           | 19.               |
| 62                | Jelena Erić (SRB)            | 48.               |
| 63                | Alicia González Blanco (ESP) | 75.               |
| 64                | Barbara Guarischi (ITA)      | 24.               |
| 65                | Alba Teruel Ribes (ESP)      | DNF               |
| 66                | Gloria Rodríguez (ESP)       | 73.               |

| Sunweb SUN | Sunweb SUN             | Sunweb SUN |
| ---------- | ---------------------- | ---------- |
| Nr.        | Rytter                 | Placering  |
| 71         | Coryn Rivera (USA)     | 45.        |
| 72         | Alison Jackson (CAN)   | 42.        |
| 73         | Leah Kirchmann (CAN)   | 33.        |
| 74         | Franziska Koch (GER)   | DNF        |
| 75         | Liane Lippert (GER)    | 51.        |
| 76         | Floortje Mackaij (NED) | 12.        |

| Trek-Segafredo TFS | Trek-Segafredo TFS                   | Trek-Segafredo TFS |
| ------------------ | ------------------------------------ | ------------------ |
| Nr.                | Rytter                               | Placering          |
| 81                 | Lizzie Deignan (GBR)                 | DNF                |
| 82                 | Audrey Cordon-Ragot (FRA) (landevej) | 47.                |
| 83                 | Elisa Longo Borghini (ITA)           | 8.                 |
| 84                 | Ellen van Dijk (NED)                 | 17.                |
| 85                 | Tayler Wiles (USA)                   | DNF                |
| 86                 | Trixi Worrack (GER)                  | DNF                |

| Ceratizit-WNT Pro Cycling WNT | Ceratizit-WNT Pro Cycling WNT   | Ceratizit-WNT Pro Cycling WNT |
| ----------------------------- | ------------------------------- | ----------------------------- |
| Nr.                           | Rytter                          | Placering                     |
| 91                            | Lisa Brennauer (GER) (landevej) | 4.                            |
| 92                            | Laura Asencio (FRA)             | 74.                           |
| 93                            | Maria Giulia Confalonieri (ITA) | 22.                           |
| 94                            | Julie Leth (DEN)                | 23.                           |
| 95                            | Sarah Rijkes (AUT)              | 69.                           |
| 96                            | Lin Lea Teutenberg (GER)        | DNF                           |

| Cogeas-Mettler-Look Pro Cycling Team CGS | Cogeas-Mettler-Look Pro Cycling Team CGS | Cogeas-Mettler-Look Pro Cycling Team CGS |
| ---------------------------------------- | ---------------------------------------- | ---------------------------------------- |
| Nr.                                      | Rytter                                   | Placering                                |
| 102                                      | Iuliia Galimullina (RUS)                 | 55.                                      |
| 103                                      | Ajgul Garejeva (RUS)                     | 58.                                      |
| 104                                      | Diana Klimova (RUS) (landevej)           | 43.                                      |
| 105                                      | Edwige Pitel (FRA)                       | 65.                                      |
| 106                                      | Noemi Rüegg (SUI)                        | DNF                                      |

| Parkhotel Valkenburg PHV | Parkhotel Valkenburg PHV | Parkhotel Valkenburg PHV |
| ------------------------ | ------------------------ | ------------------------ |
| Nr.                      | Rytter                   | Placering                |
| 111                      | Romy Kasper (GER)        | DNF                      |
| 112                      | Anouska Koster (NED)     | 37.                      |
| 113                      | Hanna Nilsson (SWE)      | 34.                      |
| 114                      | Marit Raaijmakers (NED)  | 63.                      |
| 115                      | Nancy Van Der Burg (NED) | 38.                      |
| 116                      | Demi Vollering (NED)     | 7.                       |

| Valcar-Travel & Service VAL | Valcar-Travel & Service VAL | Valcar-Travel & Service VAL |
| --------------------------- | --------------------------- | --------------------------- |
| Nr.                         | Rytter                      | Placering                   |
| 121                         | Silvia Pollicini (ITA)      | DNF                         |
| 122                         | Marta Cavalli (ITA)         | 10.                         |
| 123                         | Chiara Consonni (ITA)       | 72.                         |
| 124                         | Vittoria Guazzini (ITA)     | 25.                         |
| 125                         | Silvia Persico (ITA)        | 50.                         |
| 126                         | Ilaria Sanguineti (ITA)     | 21.                         |

| Ciclotel CTL | Ciclotel CTL                  | Ciclotel CTL |
| ------------ | ----------------------------- | ------------ |
| Nr.          | Rytter                        | Placering    |
| 131          | Imogen Cotter (IRL)           | DNF          |
| 132          | Valerija Kononenko (UKR)      | 56.          |
| 133          | Olha Kulynych (UKR)           | DNF          |
| 134          | Alice Sharpe (IRL) (landevej) | DNF          |
| 135          | Sara Van de Vel (BEL)         | 59.          |

| Doltcini-Van Eyck-Proximus DVE | Doltcini-Van Eyck-Proximus DVE         | Doltcini-Van Eyck-Proximus DVE |
| ------------------------------ | -------------------------------------- | ------------------------------ |
| Nr.                            | Rytter                                 | Placering                      |
| 141                            | Mieke Docx (BEL)                       | DNF                            |
| 142                            | Christina Schweinberger (AUT)          | 68.                            |
| 143                            | Kathrin Schweinberger (AUT) (landevej) | DNF                            |
| 144                            | Nicole Steigenga (NED)                 | 35.                            |
| 145                            | Fien Van Eynde (BEL)                   | 62.                            |
| 146                            | Marieke de Groot (NED)                 | DNF                            |

| Multum Accountants MUL | Multum Accountants MUL  | Multum Accountants MUL |
| ---------------------- | ----------------------- | ---------------------- |
| Nr.                    | Rytter                  | Placering              |
| 151                    | Anna Badegruber (AUT)   | DNF                    |
| 152                    | Lara Defour (BEL)       | DNF                    |
| 153                    | Julie Stockman (BEL)    | DNF                    |
| 154                    | Hanna Johansson (SWE)   | DNF                    |
| 155                    | Céline van Houtum (NED) | 57.                    |
| 156                    | Kylie Waterreus (NED)   | 79.                    |

| Hitec Products-Birk Sport HPU | Hitec Products-Birk Sport HPU  | Hitec Products-Birk Sport HPU |
| ----------------------------- | ------------------------------ | ----------------------------- |
| Nr.                           | Rytter                         | Placering                     |
| 161                           | Pernille Larsen Feldmann (NOR) | DNF                           |
| 162                           | Vita Heine (NOR)               | 54.                           |
| 163                           | Mieke Kröger (GER)             | DNF                           |
| 164                           | Silje Mathisen (NOR)           | DNF                           |
| 165                           | Greta Richioud (FRA)           | DNF                           |
| 166                           | Lucy Garner (GBR)              | DNF                           |

| Massi Tactic MAT | Massi Tactic MAT              | Massi Tactic MAT |
| ---------------- | ----------------------------- | ---------------- |
| Nr.              | Rytter                        | Placering        |
| 171              | Mireia Benito (ESP)           | DNF              |
| 172              | Belén López (ESP)             | DNF              |
| 173              | Isabel Martin (ESP)           | DNF              |
| 174              | Patricia Ortega Ruiz (ESP)    | DNF              |
| 175              | Gabrielle Pilote Fortin (CAN) | DNF              |
| 176              | Ariadna Trias (ESP)           | DNF              |

| Rally Cycling RLW | Rally Cycling RLW   | Rally Cycling RLW |
| ----------------- | ------------------- | ----------------- |
| Nr.               | Rytter              | Placering         |
| 181               | Chloe Hosking (AUS) | 32.               |
| 182               | Emma White (USA)    | 71.               |
| 183               | Heidi Franz (USA)   | 77.               |
| 185               | Sara Poidevin (CAN) | DNF               |
| 186               | Lily Williams (USA) | 49.               |

| Tibco-Silicon Valley Bank TIB | Tibco-Silicon Valley Bank TIB    | Tibco-Silicon Valley Bank TIB |
| ----------------------------- | -------------------------------- | ----------------------------- |
| Nr.                           | Rytter                           | Placering                     |
| 191                           | Leah Dixon (GBR)                 | DNF                           |
| 192                           | Kristen Faulkner (USA)           | 31.                           |
| 193                           | Nina Kessler (NED)               | 61.                           |
| 194                           | Sharlotte Lucas (NZL) (landevej) | DNF                           |
| 195                           | Emily Newsom (USA)               | 70.                           |
| 196                           | Lauren Stephens (USA)            | 9.                            |

| Boels Dolmans DLT | Boels Dolmans DLT                     | Boels Dolmans DLT |
| ----------------- | ------------------------------------- | ----------------- |
| Nr.               | Rytter                                | Placering         |
| 1                 | Anna van der Breggen (NED) (landevej) | 11.               |
| 2                 | Jolien D'Hoore (BEL)                  | 18.               |
| 3                 | Christine Majerus (LUX) (landevej)    | 67.               |
| 4                 | Amy Pieters (NED)                     | 2.                |
| 5                 | Amalie Dideriksen (DEN)               | 20.               |
| 6                 | Chantal van den Broek-Blaak (NED)     | 1.                |

| Lotto Soudal Ladies LSL | Lotto Soudal Ladies LSL        | Lotto Soudal Ladies LSL |
| ----------------------- | ------------------------------ | ----------------------- |
| Nr.                     | Rytter                         | Placering               |
| 11                      | Lotte Kopecky (BEL) (landevej) | 3.                      |
| 12                      | Teuntje Beekhuis (NED)         | 53.                     |
| 13                      | Danique Braam (NED)            | 60.                     |
| 14                      | Arianna Fidanza (ITA)          | 26.                     |
| 15                      | Abby-Mae Parkinson (GBR)       | 41.                     |
| 16                      | Jesse Vandenbulcke (BEL)       | DNF                     |

| Mitchelton-Scott MTS | Mitchelton-Scott MTS                  | Mitchelton-Scott MTS |
| -------------------- | ------------------------------------- | -------------------- |
| Nr.                  | Rytter                                | Placering            |
| 21                   | Annemiek van Vleuten (NED) (landevej) | 15.                  |

| intet hold ___ | intet hold ___      | intet hold ___ |
| -------------- | ------------------- | -------------- |
| Nr.            | Rytter              | Placering      |
| 22             | Jessica Allen (GBR) | DNF            |

| Mitchelton-Scott MTS | Mitchelton-Scott MTS           | Mitchelton-Scott MTS |
| -------------------- | ------------------------------ | -------------------- |
| Nr.                  | Rytter                         | Placering            |
| 23                   | Grace Brown (AUS)              | 14.                  |
| 24                   | Gracie Elvin (AUS)             | DNF                  |
| 25                   | Sarah Roy (AUS)                | 5.                   |
| 26                   | Amanda Spratt (AUS) (landevej) | 52.                  |

| FDJ-Nouvelle Aquitaine-Futuroscope FDJ | FDJ-Nouvelle Aquitaine-Futuroscope FDJ | FDJ-Nouvelle Aquitaine-Futuroscope FDJ |
| -------------------------------------- | -------------------------------------- | -------------------------------------- |
| Nr.                                    | Rytter                                 | Placering                              |
| 31                                     | Cecilie Uttrup Ludwig (DEN)            | 16.                                    |
| 32                                     | Stine Borgli (NOR)                     | 29.                                    |
| 33                                     | Brodie Chapman (AUS)                   | 40.                                    |
| 34                                     | Eugénie Duval (FRA)                    | 28.                                    |
| 35                                     | Emilia Fahlin (SWE)                    | 76.                                    |
| 36                                     | Maëlle Grossetête (FRA)                | 66.                                    |

| Canyon-SRAM Racing CSR | Canyon-SRAM Racing CSR        | Canyon-SRAM Racing CSR |
| ---------------------- | ----------------------------- | ---------------------- |
| Nr.                    | Rytter                        | Placering              |
| 41                     | Alice Barnes (GBR) (landevej) | 78.                    |
| 42                     | Alena Amjaljusik (BLR)        | 6.                     |
| 43                     | Hannah Barnes (GBR)           | 46.                    |
| 44                     | Elena Cecchini (ITA)          | 27.                    |
| 45                     | Tiffany Cromwell (AUS)        | 36.                    |
| 46                     | Alexis Ryan (USA)             | DNF                    |

| CCC-Liv CCC | CCC-Liv CCC                             | CCC-Liv CCC |
| ----------- | --------------------------------------- | ----------- |
| Nr.         | Rytter                                  | Placering   |
| 51          | Riejanne Markus (NED)                   | 13.         |
| 52          | Sofia Bertizzolo (ITA)                  | 64.         |
| 53          | Jeanne Korevaar (NED)                   | 44.         |
| 54          | Evy Kuijpers (NED)                      | DNF         |
| 55          | Ashleigh Moolman-Pasio (RSA) (landevej) | 30.         |
| 56          | Soraya Paladin (ITA)                    | 39.         |

| Movistar Team MOV | Movistar Team MOV            | Movistar Team MOV |
| ----------------- | ---------------------------- | ----------------- |
| Nr.               | Rytter                       | Placering         |
| 61                | Aude Biannic (FRA)           | 19.               |
| 62                | Jelena Erić (SRB)            | 48.               |
| 63                | Alicia González Blanco (ESP) | 75.               |
| 64                | Barbara Guarischi (ITA)      | 24.               |
| 65                | Alba Teruel Ribes (ESP)      | DNF               |
| 66                | Gloria Rodríguez (ESP)       | 73.               |

| Sunweb SUN | Sunweb SUN             | Sunweb SUN |
| ---------- | ---------------------- | ---------- |
| Nr.        | Rytter                 | Placering  |
| 71         | Coryn Rivera (USA)     | 45.        |
| 72         | Alison Jackson (CAN)   | 42.        |
| 73         | Leah Kirchmann (CAN)   | 33.        |
| 74         | Franziska Koch (GER)   | DNF        |
| 75         | Liane Lippert (GER)    | 51.        |
| 76         | Floortje Mackaij (NED) | 12.        |

| Trek-Segafredo TFS | Trek-Segafredo TFS                   | Trek-Segafredo TFS |
| ------------------ | ------------------------------------ | ------------------ |
| Nr.                | Rytter                               | Placering          |
| 81                 | Lizzie Deignan (GBR)                 | DNF                |
| 82                 | Audrey Cordon-Ragot (FRA) (landevej) | 47.                |
| 83                 | Elisa Longo Borghini (ITA)           | 8.                 |
| 84                 | Ellen van Dijk (NED)                 | 17.                |
| 85                 | Tayler Wiles (USA)                   | DNF                |
| 86                 | Trixi Worrack (GER)                  | DNF                |

| Ceratizit-WNT Pro Cycling WNT | Ceratizit-WNT Pro Cycling WNT   | Ceratizit-WNT Pro Cycling WNT |
| ----------------------------- | ------------------------------- | ----------------------------- |
| Nr.                           | Rytter                          | Placering                     |
| 91                            | Lisa Brennauer (GER) (landevej) | 4.                            |
| 92                            | Laura Asencio (FRA)             | 74.                           |
| 93                            | Maria Giulia Confalonieri (ITA) | 22.                           |
| 94                            | Julie Leth (DEN)                | 23.                           |
| 95                            | Sarah Rijkes (AUT)              | 69.                           |
| 96                            | Lin Lea Teutenberg (GER)        | DNF                           |

| Cogeas-Mettler-Look Pro Cycling Team CGS | Cogeas-Mettler-Look Pro Cycling Team CGS | Cogeas-Mettler-Look Pro Cycling Team CGS |
| ---------------------------------------- | ---------------------------------------- | ---------------------------------------- |
| Nr.                                      | Rytter                                   | Placering                                |
| 102                                      | Iuliia Galimullina (RUS)                 | 55.                                      |
| 103                                      | Ajgul Garejeva (RUS)                     | 58.                                      |
| 104                                      | Diana Klimova (RUS) (landevej)           | 43.                                      |
| 105                                      | Edwige Pitel (FRA)                       | 65.                                      |
| 106                                      | Noemi Rüegg (SUI)                        | DNF                                      |

| Parkhotel Valkenburg PHV | Parkhotel Valkenburg PHV | Parkhotel Valkenburg PHV |
| ------------------------ | ------------------------ | ------------------------ |
| Nr.                      | Rytter                   | Placering                |
| 111                      | Romy Kasper (GER)        | DNF                      |
| 112                      | Anouska Koster (NED)     | 37.                      |
| 113                      | Hanna Nilsson (SWE)      | 34.                      |
| 114                      | Marit Raaijmakers (NED)  | 63.                      |
| 115                      | Nancy Van Der Burg (NED) | 38.                      |
| 116                      | Demi Vollering (NED)     | 7.                       |

| Valcar-Travel & Service VAL | Valcar-Travel & Service VAL | Valcar-Travel & Service VAL |
| --------------------------- | --------------------------- | --------------------------- |
| Nr.                         | Rytter                      | Placering                   |
| 121                         | Silvia Pollicini (ITA)      | DNF                         |
| 122                         | Marta Cavalli (ITA)         | 10.                         |
| 123                         | Chiara Consonni (ITA)       | 72.                         |
| 124                         | Vittoria Guazzini (ITA)     | 25.                         |
| 125                         | Silvia Persico (ITA)        | 50.                         |
| 126                         | Ilaria Sanguineti (ITA)     | 21.                         |

| Ciclotel CTL | Ciclotel CTL                  | Ciclotel CTL |
| ------------ | ----------------------------- | ------------ |
| Nr.          | Rytter                        | Placering    |
| 131          | Imogen Cotter (IRL)           | DNF          |
| 132          | Valerija Kononenko (UKR)      | 56.          |
| 133          | Olha Kulynych (UKR)           | DNF          |
| 134          | Alice Sharpe (IRL) (landevej) | DNF          |
| 135          | Sara Van de Vel (BEL)         | 59.          |

| Doltcini-Van Eyck-Proximus DVE | Doltcini-Van Eyck-Proximus DVE         | Doltcini-Van Eyck-Proximus DVE |
| ------------------------------ | -------------------------------------- | ------------------------------ |
| Nr.                            | Rytter                                 | Placering                      |
| 141                            | Mieke Docx (BEL)                       | DNF                            |
| 142                            | Christina Schweinberger (AUT)          | 68.                            |
| 143                            | Kathrin Schweinberger (AUT) (landevej) | DNF                            |
| 144                            | Nicole Steigenga (NED)                 | 35.                            |
| 145                            | Fien Van Eynde (BEL)                   | 62.                            |
| 146                            | Marieke de Groot (NED)                 | DNF                            |

| Multum Accountants MUL | Multum Accountants MUL  | Multum Accountants MUL |
| ---------------------- | ----------------------- | ---------------------- |
| Nr.                    | Rytter                  | Placering              |
| 151                    | Anna Badegruber (AUT)   | DNF                    |
| 152                    | Lara Defour (BEL)       | DNF                    |
| 153                    | Julie Stockman (BEL)    | DNF                    |
| 154                    | Hanna Johansson (SWE)   | DNF                    |
| 155                    | Céline van Houtum (NED) | 57.                    |
| 156                    | Kylie Waterreus (NED)   | 79.                    |

| Hitec Products-Birk Sport HPU | Hitec Products-Birk Sport HPU  | Hitec Products-Birk Sport HPU |
| ----------------------------- | ------------------------------ | ----------------------------- |
| Nr.                           | Rytter                         | Placering                     |
| 161                           | Pernille Larsen Feldmann (NOR) | DNF                           |
| 162                           | Vita Heine (NOR)               | 54.                           |
| 163                           | Mieke Kröger (GER)             | DNF                           |
| 164                           | Silje Mathisen (NOR)           | DNF                           |
| 165                           | Greta Richioud (FRA)           | DNF                           |
| 166                           | Lucy Garner (GBR)              | DNF                           |

| Massi Tactic MAT | Massi Tactic MAT              | Massi Tactic MAT |
| ---------------- | ----------------------------- | ---------------- |
| Nr.              | Rytter                        | Placering        |
| 171              | Mireia Benito (ESP)           | DNF              |
| 172              | Belén López (ESP)             | DNF              |
| 173              | Isabel Martin (ESP)           | DNF              |
| 174              | Patricia Ortega Ruiz (ESP)    | DNF              |
| 175              | Gabrielle Pilote Fortin (CAN) | DNF              |
| 176              | Ariadna Trias (ESP)           | DNF              |

| Rally Cycling RLW | Rally Cycling RLW   | Rally Cycling RLW |
| ----------------- | ------------------- | ----------------- |
| Nr.               | Rytter              | Placering         |
| 181               | Chloe Hosking (AUS) | 32.               |
| 182               | Emma White (USA)    | 71.               |
| 183               | Heidi Franz (USA)   | 77.               |
| 185               | Sara Poidevin (CAN) | DNF               |
| 186               | Lily Williams (USA) | 49.               |

| Tibco-Silicon Valley Bank TIB | Tibco-Silicon Valley Bank TIB    | Tibco-Silicon Valley Bank TIB |
| ----------------------------- | -------------------------------- | ----------------------------- |
| Nr.                           | Rytter                           | Placering                     |
| 191                           | Leah Dixon (GBR)                 | DNF                           |
| 192                           | Kristen Faulkner (USA)           | 31.                           |
| 193                           | Nina Kessler (NED)               | 61.                           |
| 194                           | Sharlotte Lucas (NZL) (landevej) | DNF                           |
| 195                           | Emily Newsom (USA)               | 70.                           |
| 196                           | Lauren Stephens (USA)            | 9.                            |